# Valentin Thurn
Valentin Thurn (narozen 1963, ve Stuttgartu) je úspěšný německý filmový tvůrce, scenárista a režisér který v roce 2010 vytvořil dokumentární film Taste the Waste. Je také spolu zakladatelem International Federation of Environmental Journalists.